# Trindade do Sul
Trindade do Sul es un municipio brasileño del estado de Rio Grande do Sul.
Se encuentra ubicado a una latitud de 27º31'13" Sur y una longitud de 52º53'00" Oeste, estando a una altitud de 640 metros sobre el nivel del mar. Su población estimada para el año 2004 era de 5.406 habitantes.
Ocupa una superficie de 269,96 km².